# کریستی هال
کریستی هال (به انگلیسی: Christy Hall) فیلم‌نامه‌نویس و کارگردان آمریکایی است.

## فیلم‌شناسی
- من با این وضعیت راحت نیستم (۲۰۲۰)
- بابایی (۲۰۲۳)[۲]
- ما تمامش می‌کنیم (۲۰۲۰)